# Ambolandbahn
| Ambolandbahn (Otjiwarongo–Okahakana) | Ambolandbahn (Otjiwarongo–Okahakana) |
| ------------------------------------ | ------------------------------------ |
| Streckenlänge:                       | 60 (265) km                          |
| Spurweite:                           | 610 mm (2-Fuß-Spur)                  |
|                                      |                                      |

Die Ambolandbahn in der Kolonie Deutsch-Südwestafrika war eine geplante und teilweise gebaute Eisenbahnstrecke von Otjiwarongo ins Ovamboland. Die Bahn wurde auf 60 Kilometer bis Outjo fertiggestellt und wurde als Bahnstrecke Otjiwarongo–Outjo in Spurweite 2-Fuß (610 mm) betrieben.

## Geschichte
Die Strecke sollte vor allem dem Transport von Arbeitskräften aus dem Ovamboland in die anderen Gebiete der Kolonie dienen. Die Gesamtstreckenlänge Otjiwarongo–Okahakana hätte 265 Kilometer betragen. Die geplante Endhaltestelle Okahakana war eine Wasserstelle an der sich verschiedene Eingeborenenpfade von den einzelnen Ovambostämmen ausgehend trafen.
Baubeginn der Bahn war am 18. September 1914 nach Ausbruch des Ersten Weltkrieges. Kriegsbedingt wurden die Bauarbeiten im Februar 1915 eingestellt.